# Rita Gombrowicz
Rita Gombrowicz (ur. 28 listopada 1935 w Pierrefonds w Kanadzie) –  badaczka literatury; spadkobierczyni twórczości i wdowa po pisarzu Witoldzie Gombrowiczu.

## Życiorys
Urodziła się jako Marie-Rita Labrosse w Pierrefonds w Kanadzie. Jej przodkowie pochodzili z Normandii i Burgundii. Uczęszczała do katolickiej szkoły z internatem. Studiowała literaturę francuską na Uniwersytecie w Montrealu, a później na Sorbonie w Paryżu i na Uniwersytecie w Nicei-Aix-en-Provence, gdzie obroniła doktorat z biografii Colette w maju 1968 roku.
W maju 1964 roku, podczas konferencji w Abbaye de Royaumont, poznała Witolda Gombrowicza. Została jego towarzyszką życia w ostatnich latach, osobistą sekretarką, a później spadkobierczynią jego twórczości. To dzięki jej osobistym staraniom dzieła Gombrowicza przetłumaczono na ponad 40 języków.
22 października 1964 roku, zamieszkała z Gombrowiczem w centrum francuskiego miasta Vence. Przez ponad pięć lat mieszkali w willi Alexandrine (adres: 36 place du Grand Jardin, Vence). W 2017 roku została utworzona tam Przestrzeń Muzealna Witolda Gombrowicza.
Na pół roku przed śmiercią pisarza, 28 grudnia 1968 w Vence, pobrali się. Świadkami na ich ślubie byli Maria i Bohdan Paczowscy, którzy byli ich bliskimi przyjaciółmi i po których zachowała się bogata korespondencja z nimi. Bohdan Paczowski był również autorem wielu ciekawych fotografii Rity i Witolda Gombrowiczów.
Po śmierci Witolda Rita Gombrowicz mieszkała przez siedem lat w Mediolanie, a następnie przeniosła się do Paryża.
Rita Gombrowicz jest kuratorką prac męża. Dzięki jej staraniom jego prace co roku wydawane są w różnych krajach. Do dziś książki Gombrowicza zostały przetłumaczone na 40 języków.
Wydała dwie książki biograficzne poświęcone Witoldowi Gombrowiczowi: Gombrowicz w Argentynie i Gombrowicz w Europie.
W 2007 roku, 4 października, Rada Miasta Lublin nadała Ricie Gombrowicz tytuł honorowego obywatela Lublina.
W 2013 roku opublikowała osobiste dzienniki Gombrowicza pod tytułem Kronos (Wydawnictwo Literackie). Dzienniki wzbudziły duże zainteresowanie mediów i czytelników z powodu nigdy wcześniej nieopublikowanych prywatnych kontrowersyjnych przemyśleń i refleksji Gombrowicza oraz szczegółów z jego prywatnego życia.

## Publikacje
- Gombrowicz w Argentynie. Świadectwa i dokumenty 1939/63. - Wydawnictwo Denoël, Paryż 1984 (1987 wydanie w języku polskim)
- Gombrowicz w Europie. Świadectwa i dokumenty 1963/69. - Wyd. Denoël, Paryż 1988
- Gombrowicz w Argentynie. Świadectwa i dokumenty 1939/63.- Wyd. Noir sur Blanc, Paryż 2004 (wydanie poprawione i rozszerzone)

## Odznaczenia
- Srebrny Medal „Zasłużony Kulturze Gloria Artis” – 2014[8]
- Złoty Medal „Zasłużony Kulturze Gloria Artis” - 2024[9]